# Fredrik Swedin
Fredrik Svedin, född 31 januari 1886 i Västerås, Västmanlands län, död 3 maj 1915 i Uppsala, Uppsala län, var en svensk målare och tecknare.
Få uppgifter om Svedins liv och leverne finns bevarade men man vet från bevarade konstverk att han mest målade nakenstudier och porträtt. Svedin är representerad med ett porträtt av David Söderholm vid Västerås konstförenings konstgalleri.